# Catocala lara
Catocala lara là một loài bướm đêm trong họ Erebidae.